# Ясеново (област Стара Загора)
 За другото българско село с име Ясеново вижте Ясеново (Област Бургас).  
Ясеново е село в Южна България. То се намира в община Казанлък.

## География
Село Ясеново (старото му турско име е Химитли) се намира в равнинен район.
Намира се в полите на Стара планина, на 5 км южно от географския център на България. На 800 m западно от селото е река Лешница.

## История
Около селото има тракийски могили.
Останки от крепости: Момина поляна – на 4 км североизток, Вършитбен камък (Харманкая) – на 2 км северозапад и Асара – на 3 км север.
Преди 3 века селото е било край голям извор, на 1,5 km южно от сегашния център, но поради чумна епидемия е изместено на сегашното си място. До 1878 г. е било изцяло с турско население. На 8 януари 1879 г. откъм Габрово, през Химитлийската пътека, тук слизат руски войски и части на българското Опълчение и нападат и превземат на 9 януари Шейновския укрепен лагер, на 4 km източно от селото. След войната 70% от турците се изселват. Идват българи от Габровско и Карловско. През 50-те години на 20 век идват преселници от Кърджалийско и Смолянско. В селото има Българи – мюсюлмани и християни.

## Население
Численост
Численост на населението според преброяванията през годините:
| \| Година на преброяване \| Численост \| \| --------------------- \| --------- \| \| 1934 \| 1174 \| \| 1946 \| 1066 \| \| 1956 \| 927 \| \| 1965 \| 948 \| \| 1975 \| 939 \| \| 1985 \| 896 \| \| 1992 \| 841 \| \| 2001 \| 768 \| \| 2011 \| 692 \| \| 2021 \| 654 \| |           |
| Година на преброяване | Численост |
| 1934 | 1174      |
| 1946 | 1066      |
| 1956 | 927       |
| 1965 | 948       |
| 1975 | 939       |
| 1985 | 896       |
| 1992 | 841       |
| 2001 | 768       |
| 2011 | 692       |
| 2021 | 654       |

### Преброяване на населението през 2011 г.
Численост и дял на етническите групи според преброяването на населението през 2011 г.:
|                     | Численост | Дял (в %) |
| Общо                | 692       | 100       |
| Българи             | 276       | 39,88     |
| Турци               | 270       | 39,01     |
| Цигани              | 18        | 2,60      |
| Други               | 0         | 0,00      |
| Не се самоопределят | 3         | 0,43      |
| Неотговорили        | 125       | 18,06     |

## Личности
- Нойко Златанов, български революционер от ВМОРО, четник на Боби Стойчев[4]

## Религии
В селото има джамия и църква, която е открита на 6 май 2010 г.

## Културни и природни забележителности
- Връх Исполин (1504 м), на 3 часа северно от селото.
- Долината на Каменната река (Каял дере), с каньоноподобна средна част, в източния край на селото.
- Множество скали с форма на хора и животни.
- Пещери в Каял дере и Кисе дере.
- Пещера N7 в Кисе дере, на 1 ч северозапад, е с течащ поток и с хоризонтален входен участък.
- В землището на селото се намира резерватът „Лешница“.

## Редовни събития
Празник на селото – 6 май.